# Arthur Huber-Morath
Dr. Arthur Huber-Morath (1901 - 1990) fue un botánico, explorador, curador escocés; habiendo trabajado extensamente en el "Real Jardín Botánico de Edimburgo".
Fue correspondiente de numerosos herbarios europeos, entre ellos: Herbarium Botanische Gesellschaft Basel BASBG "(BASBG), de la Universidad de Basilea, donde se guardan muchas de sus plantas.

## Algunas publicaciones

### Colaboraciones
- Sideritis. pp. 178-199; en Peter Hadland Davis eds. 1982 Flora of Turkey and the East Aegean Islands. Vol. 7 [Orobanchaceae a Rubiaceae]. - Edimburgo: Edinburgh Univ. Press, xxi + 947 pp.

### Libros
- 1955. Verbreitung der Gattungen Verbascum, Celsia und Staurophragma im Orient. Ed. Basler Botan. Ges. 83 pp.
- 1971. Die türkischen Verbasceen. Ed. Zúrich: Gebrüder Fretz. 166 pp. 16 pp. de planchas : il. 1 mapa (parte de su tesis doctoral en la Universidad de Bäsel).

## Honores

### Eponimia
24 especies, entre ellas
- (Alliaceae) Allium huber-morathii Kollmann, Özhatay & Koyuncu 1983
- (Apiaceae) Ferula huber-morathii Pesmen 1971
- (Asteraceae) Achillea × huber-morathii Rech.f. 1986
- (Asteraceae) Centaurea huber-morathii Wagenitz 1974
- (Asteraceae) Hieracium huber-morathii P.D.Sell & C.West 1974
- (Brassicaceae) Aethionema huber-morathii P.H.Davis & Hedge 1988
- (Brassicaceae) Alyssum huber-morathii T.R.Dudley 1964
- (Brassicaceae) Erysimum huber-morathii Polatschek 1985
- (Brassicaceae) Thlaspi huber-morathii (F.K.Mey.) Greuter & Burdet 1983
- (Caryophyllaceae) Bolanthus huber-morathii C.Simon 1977
- (Clusiaceae) Hypericum huber-morathii N.Robson 1967
- (Leguminosae) Astragalus huber-morathii C.Agerer-Kirchhoff 1976
- (Poaceae) Ventenata huber-morathii (Doğan) D.Heller 1991
- (Rubiaceae) Galium huber-morathii Ehrend. & Schönb.-Tem. 1979